# Repubblica Democratica di Azerbaigian
La Repubblica Democratica di Azerbaigian (in azero آذربایجان خلق جمهوریتی, Azərbaycan Xalq Cümhuriyyəti) è stata la prima repubblica nel mondo islamico e turco. Fu fondata dal Consiglio nazionale dell'Azerbaigian a Tiflis il 28 maggio 1918, dopo il crollo della Repubblica Federale Democratica Transcaucasica, e cessò di esistere il 28 aprile 1920. I suoi confini stabiliti erano con la Russia a nord, la Repubblica Democratica di Georgia a nord-ovest, la Repubblica di Armenia a ovest e l'Iran a sud. Aveva una popolazione di circa 3 milioni di abitanti. Ganja fu la capitale temporanea della Repubblica, poiché Baku era sotto il controllo dei bolscevichi. Il toponimo Azerbaigian, che il principale partito Musavat adottò per ragioni politiche, prima dell'istituzione della Repubblica Democratica dell'Azerbaigian nel 1918, era utilizzato esclusivamente per identificare la regione adiacente dell'attuale Iran nord-occidentale.
Durante la Repubblica Democratica di Azerbaigian si sviluppò un sistema di governo in cui il Parlamento, eletto sulla base di una rappresentanza universale, libera e proporzionata, era l'organo supremo dell'autorità statale; il Consiglio dei Ministri era responsabile di fronte ad esso. Fatali Khan Khoyski divenne il primo primo ministro. Oltre alla maggioranza Musavat, ottennero seggi in Parlamento anche Ahrar, Ittihad, i socialdemocratici musulmani e i rappresentanti delle minoranze armena (21 seggi su 120), russa, polacca, tedesca ed ebraica. Molti membri sostenevano idee panislamiste e panturche.
Tra le importanti conquiste del Parlamento c'è stata l'estensione del suffragio alle donne, che ha reso l'Azerbaigian uno dei primi Paesi al mondo, e la prima nazione a maggioranza musulmana, a concedere alle donne pari diritti politici rispetto agli uomini. Un'altra importante conquista dell'Repubblica Democratica di Azerbaigian è stata l'istituzione dell'Università statale di Baku, che è stata la prima università di tipo moderno fondata in Azerbaigian.

## Storia
Fu creata dallo scioglimento della Repubblica Federale Democratica Transcaucasica a causa della guerra armeno-azera scatenata da cause religiose e logistiche riguardo alla guerra contro l'Impero ottomano, a cui l'Azerbaigian avrebbe voluto arrendersi ma l'Armenia no. Dal 13 aprile 1918 la città principale, Baku, era sotto il controllo della Comune di Baku della Federazione Rivoluzionaria Armena, per cui la capitale della Repubblica Democratica fu inizialmente Ganja, nell'interno.
Nel luglio 1918 parte del territorio viene occupata dagli ottomani giunti attraverso la Persia, accolti come liberatori. Il 1º agosto il territorio costiero fu conquistato dall'esercito britannico giunto via mare dalla Persia e vi impose la Dittatura Centrocaspiana. Con la battaglia di Baku il 15 settembre il governo riprese il controllo dell'intero territorio, eccetto la regione di Lankaran, ove i britannici e i russi crearono la Dittatura militare provvisoria del Mughan, territorio riconquistato solo il 23 giugno 1919. In seguito all'arrivo dei bolscevichi il 28 aprile 1920 la Repubblica divenne la RSS Azera.